# National Board of Review Awards 1980
La 52ª edizione dei National Board of Review Awards si è tenuta il 26 gennaio 1981.

## Classifiche

### Migliori dieci film
- La ragazza di Nashville (Coal Miner's Daughter), regia di Michael Apted
- La mia guardia del corpo (My Bodyguard), regia di Tony Bill
- Il grande Santini (The Great Santini), regia di Lewis John Carlino
- Una volta ho incontrato un miliardario (Melvin and Howard), regia di Jonathan Demme
- The Elephant Man, regia di David Lynch
- Resurrection, regia di Daniel Petrie
- Tess, regia di Roman Polański
- Gente comune (Ordinary People), regia di Robert Redford
- Professione pericolo (The Stunt Man), regia di Richard Rush
- Toro scatenato (Raging Bull), regia di Martin Scorsese

### Migliori film stranieri
- Un mondo di marionette (Aus dem Leben der Marionetten), regia di Ingmar Bergman
- Il coltello in testa (Messer in Kopf), regia di Reinhard Hauff
- Kagemusha - L'ombra del guerriero (Kagemusha), regia di Akira Kurosawa
- Cristo si è fermato a Eboli, regia di Francesco Rosi
- Il tamburo di latta (Die Blechtrommel), regia di Volker Schlöndorff

## Premi
- Miglior film: Gente comune (Ordinary People), regia di Robert Redford
- Miglior film straniero: Il tamburo di latta (Die Blechtrommel), regia di Volker Schlöndorff
- Miglior attore: Robert De Niro (Toro scatenato)
- Miglior attrice: Sissy Spacek (La ragazza di Nashville)
- Miglior attore non protagonista: Joe Pesci (Toro scatenato)
- Miglior attrice non protagonista: Eva Le Gallienne (Resurrection)
- Miglior regista: Robert Redford (Gente comune)
- Premio alla carriera: Gloria Swanson